# ジョナサン・マルチネス
ジョナサン・マルチネス（Jonathan Martinez、1994年4月20日 - ）は、アメリカ合衆国の男性総合格闘家。カリフォルニア州ロサンゼルス出身。ディファレント・ブリードMMA/ファクトリーX所属。

## 来歴
ロサンゼルスで生まれ。母親はサルバドール系、父親はメキシコ系であり、サルバドルおよびメキシコのルーツを持つ。
13歳の時にテキサス州へ移住した。14歳の時、父親が規律を学ばせるためにテコンドーのクラスに参加させ、その後総合格闘技のトレーニングを始めた。2014年にプロ総合格闘技デビュー。
ブラジリアン柔術では紫帯を取得しており、8年間の青帯修行を経て昇格したと公式プロフィールで述べられている。

### UFC
2018年10月27日、UFC初参戦となったUFC Fight Night: Volkan vs. Smithでアンドレ・スーカムタスと対戦し、0-3の判定負け。
2019年7月13日、UFC Fight Night: de Randamie vs. Laddでリュウ・ピンユエンと対戦し、左膝蹴りで3RKO勝ち。パフォーマンス・オブ・ザ・ナイトを受賞した。
2022年10月15日、UFC Fight Night: Grasso vs. Araújoでカブ・スワンソンと対戦し、左ローキックでダウンを奪いパウンドで2RTKO勝ち。パフォーマンス・オブ・ザ・ナイトを受賞した。
2023年3月11日、UFC Fight Night: Yan vs. Dvalishviliでバンタム級ランキング14位のサイード・ヌルマゴメドフと対戦し、3-0の判定勝ち。
2023年10月14日、UFC Fight Night: Yusuff vs. Barbozaでバンタム級ランキング14位のエイドリアン・ヤネスと対戦し、左ローキックで2RTKO勝ち。パフォーマンス・オブ・ザ・ナイトを受賞した。
2024年5月4日、UFC 301で元UFC世界フェザー級王者ジョゼ・アルドと対戦し、0-3の判定負け。

## 戦績
| 総合格闘技 戦績 | 総合格闘技 戦績 | 総合格闘技 戦績 | 総合格闘技 戦績 | 総合格闘技 戦績 | 総合格闘技 戦績 | 総合格闘技 戦績 |
| --------------- | --------------- | --------------- | --------------- | --------------- | --------------- | --------------- |
| 25 試合         | (T)KO           | 一本            | 判定            | その他          | 引き分け        | 無効試合        |
| 19 勝           | 9               | 2               | 8               | 0               | 0               | 0               |
| 6 敗            | 1               | 0               | 4               | 1               | 0               | 0               |

| 勝敗 | 対戦相手                 | 試合結果                             | 大会名                                                   | 開催年月日     |
| ×    | マーカス・マギー         | 5分3R終了 判定0-3                    | UFC 309: Jones vs. Miocic                                | 2024年11月16日 |
| ×    | ジョゼ・アルド           | 5分3R終了 判定0-3                    | UFC 301: Pantoja vs. Erceg                               | 2024年5月4日   |
| ○    | エイドリアン・ヤネス     | 2R 2:26 TKO（左ローキック）          | UFC Fight Night: Yusuff vs. Barboza                      | 2023年10月14日 |
| ○    | サイード・ヌルマゴメドフ | 5分3R終了 判定3-0                    | UFC Fight Night: Yan vs. Dvalishvili                     | 2023年3月11日  |
| ○    | カブ・スワンソン         | 2R 4:19 TKO（左ローキック→パウンド） | UFC Fight Night: Grasso vs. Araújo                       | 2022年10月15日 |
| ○    | ヴィンス・モラレス       | 5分3R終了 判定3-0                    | UFC Fight Night: Holm vs. Vieira                         | 2022年5月21日  |
| ○    | アレハンドロ・ペレス     | 5分3R終了 判定3-0                    | UFC Fight Night: Makhachev vs. Green                     | 2022年2月26日  |
| ○    | ズビアド・ラジシュビリ   | 5分3R終了 判定3-0                    | UFC Fight Night: Costa vs. Vettori                       | 2021年10月23日 |
| ×    | デイビー・グラント       | 2R 3:03 KO（左フック→パウンド）      | UFC Fight Night: Edwards vs. Muhammad                    | 2021年3月13日  |
| ○    | トーマス・アルメイダ     | 5分3R終了 判定3-0                    | UFC Fight Night: Ortega vs. The Korean Zombie            | 2020年10月18日 |
| ○    | フランキー・サエンズ     | 3R 0:57 TKO（左膝蹴り→パウンド）     | UFC Fight Night: Brunson vs. Shahbazyan                  | 2020年8月1日   |
| ×    | アンドレ・イーウェル     | 5分3R終了 判定1-2                    | UFC 247: Jones vs. Reyes                                 | 2020年2月8日   |
| ○    | リュウ・ピンユエン       | 3R 3:54 KO（左膝蹴り）               | UFC Fight Night: de Randamie vs. Ladd                    | 2019年7月13日  |
| ○    | ウリジ・ブレン           | 5分3R終了 判定3-0                    | UFC 234: Adesanya vs. Silva                              | 2019年2月9日   |
| ×    | アンドレ・スーカムタス   | 5分3R終了 判定0-3                    | UFC Fight Night: Volkan vs. Smith                        | 2018年10月27日 |
| ○    | ランディ・ハインズ       | 1R 0:56 腕ひしぎ十字固め             | Fist Fight Night 2                                       | 2017年9月30日  |
| ○    | ジェシー・クルス         | 1R 2:17 腕ひしぎ十字固め             | Combate Americas: Road to the Championship 3             | 2016年4月18日  |
| ×    | マット・シュネル         | 2R 2:21 失格（反則の膝蹴り）         | Legacy FC 49                                             | 2015年12月4日  |
| ○    | ライアン・ホリズ         | 5分3R終了 判定3-0                    | GCS 3: Hub City Havoc                                    | 2015年4月25日  |
| ○    | カルロス・ベルガラ       | 5分3R終了 判定2-1                    | Fury Fighting 3                                          | 2015年1月24日  |
| ○    | ザビエル・サイラー       | 2R 1:03 TKO（パンチ連打）            | XFL: Rage on the River 5 【XFLバンタム級タイトルマッチ】 | 2014年11月15日 |
| ○    | エイドリアン・ハドソン   | 5分5R終了 判定3-0                    | XFL: Rage on the River 4                                 | 2014年7月27日  |
| ○    | ミカ・ストックトン       | 3R 0:44 TKO（パンチ連打）            | XFL: Rage on the River 3 【XFLフライ級タイトルマッチ】   | 2014年4月18日  |
| ○    | マーション・ボール       | 1R 1:23 KO（飛び膝蹴り）             | Rumble Time Promotions: Destruction                      | 2014年3月14日  |
| ○    | アーチー・ロウ           | 2R 2:21 KO（飛び膝蹴り）             | C3 Fights: Border Wars 2014                              | 2014年2月8日   |

## 獲得タイトル
- XFLバンタム級王座（2014年）
- XFLフライ級王座（2014年）

## 表彰
- UFC パフォーマンス・オブ・ザ・ナイト（3回）